# Sing Sing Death House
Sing Sing Death House è il secondo album studio dei The Distillers, edito nel 2002 sotto Epitaph Records.

## Tracce
1. Sick of It All - 3:10 (Brody Armstrong)
2. I Am Revenant - 3:28 (Brody Armstrong)
3. Seneca Falls - 3:01 (Brody Armstrong)
4. The Young Crazed Peeling - 3:16 (Brody Armstrong)
5. Sing Sing Death House - 1:43 (Brody Armstrong)
6. Bullet and The Bullseye - 1:12 (Brody Armstrong)
7. City of Angels - 3:29 (Brody Armstrong)
8. Young Girl - 2:42 (Brody Armstrong)
9. Hate Me - 1:10 (Brody Armstrong - Rose "Casper" Mazzola)
10. Desperate - 1:22 (Brody Armstrong)
11. I Understand - 1:47 (Brody Armstrong)
12. Lordy Lordy - 2:19 (Brody Armstrong)

## Formazione
- Brody Dalle - chitarra e voce
- Casper Mazzola - chitarra e voce d'accompagnamento
- Andy Outbreak - batteria
- Ryan Sinn - basso e voce d'accompagnamento